# Сервий Корнелий Лентул (едил)
Вижте пояснителната страница за други личности с името Сервий Корнелий Лентул.
Сервий Корнелий Лентул (на латински: Servius Cornelius Lentulus) е политик и сенатор на Римската република.
Произлиза от клон Лентули на фамилията Корнелии. Баща е на Сервий Корнелий Лентул (претор 207 пр.н.е.) и на Публий Корнелий Лентул (посланик 171 пр.н.е. в Гърция).
През 207 пр.н.е. Лентул става едил. През 205 пр.н.е. е военен трибун в Испания.